# Zoran Belošević
Zoran Belošević (in serbo Зоран Белошевић?; Zaječar, 20 giugno 1983) è un ex calciatore serbo, di ruolo difensore.

## Carriera
Ha giocato nella massima serie bosniaca, in quella rumena e in quella serba. Inoltre, ha giocato 15 partite nei turni preliminari di Europa League.